# Coccodiplosis jujubae
Coccodiplosis jujubae är en tvåvingeart som först beskrevs av Barnes 1935.  Coccodiplosis jujubae ingår i släktet Coccodiplosis och familjen gallmyggor.
Artens utbredningsområde är Mauritius. Inga underarter finns listade i Catalogue of Life.